# むつ市立奥内小学校
むつ市立奥内小学校（むつしりつ おくないしょうがっこう）は、青森県むつ市奥内にある公立小学校。むつ市立近川中学校と施設分離型（4・3・2制）小中一貫教育を行っている。

## 沿革
- 1879年（明治12年）2月3日 - 奥内村に寺院の一部を借用し、奥内小学として創立。
- 1887年（明治20年）2月7日 - 奥内簡易小学校と改称。
- 1889年（明治22年）6月25日 - 奥内尋常小学校と改称。
- 1926年（大正15年）4月1日 - 高等科を併置し、奥内尋常高等小学校と改称。
- 1940年（昭和15年）12月20日 - 二又に季節分校設置。
- 1941年（昭和16年）4月1日 - 国民学校令により、奥内国民学校と改称。
- 1944年（昭和19年）4月1日 - 中野沢国民学校を併合。
- 1946年（昭和21年）4月1日 - 二又季節分校が、通年制分校になる。
- 1947年（昭和22年）4月1日 - 学校教育法（旧法）施行により、田名部町立奥内小学校と改称。同日、奥内中学校を併置し、高等科生を中学校に移籍。
- 1949年（昭和24年）12月5日 - 奥内中学校が、完成した独立新校舎に移転。
- 1958年（昭和33年）5月22日 - 二又分校の校舎増改築。
- 1959年（昭和34年）9月1日 - 田名部町と大湊町が合併した大湊田名部市発足により、大湊田名部市立奥内小学校と改称。
- 1960年（昭和35年）8月1日 - 市名変更により、むつ市立奥内小学校と改称。
- 1962年（昭和37年）3月1日 - 現在地に校舎落成。
- 2000年（平成12年） - 新体育館完成[2]。
- 2001年（平成13年）9月 - 新校舎完成[2][3]。
- 2026年（令和8年）3月末 - 閉校（予定）[4]。

## 学区
- 一里小屋・大室平・金谷沢・神山・今泉・二又・石蕨平・奥内・浜奥内・近川・中野沢・中野沢開拓

## 周辺
- 国道279号

## アクセス
- 下北交通「奥内」停留所から、徒歩約320m・約5分。
- JR東日本大湊線近川駅から、徒歩約1.8km・約30分。

## 参考資料
- 『青森県教育史 別巻』（青森県教育委員会・1973年12月20日発行）別巻748頁「学校沿革 小学校 奥内小学校」及び「学校沿革 小学校 奥内小学校二又分校」